# Emesis paphia
Emesis paphia är en fjärilsart som beskrevs av Felder 1869. Emesis paphia ingår i släktet Emesis och familjen Riodinidae. Inga underarter finns listade i Catalogue of Life.